# Janusz Ślązak
Janusz Lubomir Ślązak (* 20. März 1907 in Warschau; † 24. Februar 1985 ebenda) war ein polnischer Ruderer.
Der fünffache polnische Meister ruderte zunächst für AZS Warszawa, später wechselte er zu WTW. Bei den Olympischen Spielen 1928 schied er mit dem polnischen Achter im Zwischenlauf aus, in der Gesamtwertung erreichte der Achter den vierten Platz. 
Bei den Olympischen Spielen 1932 in Los Angeles gewann Ślązak zwei Medaillen. Im Zweier mit Steuermann erreichte er zusammen mit Jerzy Braun und Steuermann Jerzy Skolimowski den zweiten Platz hinter dem siegreichen US-Zweier. Im Vierer mit Steuermann siegte das deutsche Boot vor den Italienern. Dahinter belegten Jerzy Braun, Janusz Ślązak, Stanisław Urban, Edward Kobyliński zusammen mit Skolimowski den dritten Platz. Bei den Europameisterschaften 1933 gewannen Braun, Ślązak und Skolimowski die Silbermedaille hinter dem ungarischen Boot. In der gleichen Besetzung trat der Zweier mit Steuermann auch bei den Olympischen Spielen 1936 an, verpasste dort aber den Finaleinzug.
Ślązak war Leutnant in der polnischen Armee, die im September 1939 gegen die deutschen Truppen unterlag. Den Zweiten Weltkrieg überlebte er in einem Gefangenenlager für Offiziere. Nach dem Zweiten Weltkrieg arbeitete der Absolvent der Warschauer Wirtschaftshochschule in der Fischereiwirtschaft.